# Mimobolbus decoratus
Mimobolbus decoratus is een keversoort uit de familie cognackevers (Bolboceratidae). De wetenschappelijke naam van de soort werd in 1969 gepubliceerd door Vulcano, Martinez en Pereira.